# Johannes Chesnecopherus
Johannes Chesnecopherus, född 1581 i Kumla, död 31 januari 1635 i Uppsala, var en svensk läkare, professor i medicin, samt rektor vid Uppsala universitet. 
Chesnecopherus var son till son till tidigare kyrkoherden Laurentius Nicolai i Ekeby, Närke som vid Johannes födelse hunnit bli kyrkoherde i Kumla. Namnet togs efter den tidigare bostadsorten (chesnus är medeltidslatin för 'ek'), och den äldre brodern som bör ha tagit namnet först och var född där. Fadern var från Strängnäs och bevistade Uppsala möte, och modern var systerdotter till hovläkaren Benedictus Olai och diplomaten i Gustaf Vasas tjänst Andreas Olai (1521–1560).
Efter skolgång i Örebro och Strängnäs studerade Chesnecopherus först i Rostock, sedan 1597 i Marburg, där hans äldre bror Nils Chesnecopherus då var lärare i matematik, sedan 1606 i Padua och slutligen i Basel, där han på avhandlingen De hydrope förklarades för medicine doktor, en titel släktingen Benedictus Olai redan erhållit utomlands som förste svensk.
Efter hemkomsten blev Chesnecopherus anställd i det kungliga kansliet och skickades på diplomatiska uppdrag samt var lärare åt hertig Karl Filip. Sannolikt verkade han också som läkare vid hovet, även om han inte hade tjänsten som livläkare.
Han utgav år 1613 arbetet Regimen iter agentium, Thet är, En lijten Underwijsning, huru the sigh förhålla skole, som någon reesa företaga, antingen til Land eller Watn, at the icke måge falla vthi swåra och hefftige Siwkdommar. Ther hoos en Officina itineraria, Eller ett litet Rees-apothek (1613). Denna skrift bidrog säkerligen väsentligt till att han 22 november 1613 utnämndes till professor i medicin och fysik (professor phisiologiæ) vid Uppsala universitet. Därmed förbigicks hovets livläkare Olof Bure som varit den ende som universitet hade föreslagit till posten.
I Chesnecopherus undervisningsämnen medicin och fysik ingick långt mera än dagens ämnen gör. Med "fysik" förstods då en betydlig del filosofi samt allt vad vid universitetet meddelades av botanik, zoologi, kemi och mineralogi, tillökade med vissa delar av astronomin. 1624 fick han en extra ordinarie professor till hjälp, Johannes Franck, vars professur 1626 blev ordinarie. Därmed minskade Chesnecopherus ansvarsområde. Franck fick då ta över undervisningen i medicin.
Chesnecopherus ägnade sina krafter huvudsakligen åt "fysiken": av de nära 50 disputationer som han var preses för och därmed utgivare av, är endast en, De causo (om brännfeber, 1632), av rent medicinskt innehåll men ytterligare två berör detta ämne. De övriga behandlar olika områden inom "fysiken" och har som viktigaste källa Johannes Magirus "Physiologia peripatetica" (1605), över vilken det i universitetets konstitutioner av 1626 rentav befalldes professorn i fysik att föreläsa. Vid en visitation 1627 förebråddes han av universitetsledningen för försummelse av medicinen, och Johan Raicus inkallades från Tyskland som Uppsalas professor i medicin och fysik. Men när Raicus lämnade Uppsala 1630 för en annan tjänst utsågs ingen efterträdare, och Chesnecopherus fick då återgå till att föreläsa i dessa ämnen. Av de avhandlingar i medicin som lades fram för Chesnecopherus, tillkom två av tre efter detta. Han ansökte om att få kombinera sin professur med tjänsten som universitetsbibliotekarie men fick avslag.
Av särskilt intresse är avhandlingen De plantis (om växterna, 1621) som Chesnecopherus var preses för, vilket är det första i Sverige tryckta botaniska arbetet och därigenom belyser arten av den äldsta undervisningen i detta ämne i Sverige. Chesnecopherus filosofiska avhandlingar, i vilka hans studenter dokumenterar sig såsom lärjungar av Pierre de la Ramée, åtnjöt sådant anseende hos nyaristotelikern Johan Skytte att han 1628-29 var förordnad att förestå den filosofiska professuren som blivit vakant efter att Olaus Moretus drunknat. 
Chesnecopherus hade kvar sin professur till sin död, han efterträddes av Petrus Kirstenius.